# Kienberg (Traunstein)
Kienberg è un comune tedesco di 1 406 abitanti, situato nel land della Baviera.